# 42 Librae
42 Librae, som är stjärnans Flamsteed-beteckning, är en ensam stjärna belägen i den mellersta delen av stjärnbilden Vågen. Den har en skenbar magnitud på 4,97 och är svagt synlig för blotta ögat där ljusföroreningar ej förekommer. Baserat på parallaxmätning inom Hipparcosuppdraget på ca 8,7 mas, beräknas den befinna sig på ett avstånd på ca 370 ljusår (ca 115 parsek) från solen. Den rör sig närmare solen med en heliocentrisk radiell hastighet på -22 km/s.

## Egenskaper
42 Librae är en gul till orange jättestjärna av spektralklass K3 III CN2, där suffixnoteringen anger ett överskott av cyanoradikaler i dess spektrum. Den har en radie som är ca 26 gånger större än solens och utsänder från dess fotosfär ca 214 gånger mera energi än solen vid en effektiv temperatur av ca 4 300 K.